# Бодзаново (гміна Любранець)
Бодзаново (пол. Bodzanowo) — село в Польщі, у гміні Любранець Влоцлавського повіту Куявсько-Поморського воєводства.
Населення — 157 осіб (2011).
У 1975-1998 роках село належало до Влоцлавського воєводства.

## Демографія
Демографічна структура станом на 31 березня 2011 року:
|          | Загалом | Допрацездатний вік | Працездатний вік | Постпрацездатний вік |
| -------- | ------- | ------------------ | ---------------- | -------------------- |
| Чоловіки | 74      | 14                 | 53               | 7                    |
| Жінки    | 83      | 14                 | 50               | 19                   |
| Разом    | 157     | 28                 | 103              | 26                   |